# Metoxietano
El metoxietano, también denominado etil-metil éter, es un compuesto orgánico perteneciente al grupo de los éteres y formado por un grupo etilo unido a un radical metoxilo. Se trata de un gas incoloro con olor a medicina; se caracteriza por ser altamante inflamable y por originar asfixia o mareo al ser inhalado. Al tratarse de una base de Lewis, como el resto de éteres, puede reaccionar con ácidos de Lewis para formar sales; además reacciona violentamente con agentes oxidantes. Se ha investigado su utilidad como anestésico y disolvente.